# Битва при Монтьеле

Битва при Монтье́ле (исп. batalla de Montiel, фр. bataille de Montiel) — битва между войсками двух претендентов на трон Кастилии и Леона: Педро I (также известного как Педро Жестокий), поддерживаемого португальцами и исламскими государствами Испании и Северной Африки, и Генриха (Энрике) II, поддерживаемого французами. Учитывая предшествующие события и последующий франко-кастильский союз антианглийской направленности, может рассматриваться как эпизод Столетней войны.

## Предыстория
После поражения в битве при Нахере Генрих бежал к королю Арагона Педро IV, «бывшему его крёстным отцом и другом» и имевшему веские основания поддержать соперника Педро Жестокого, а затем ещё дальше, к герцогу Анжуйскому, собирая силы для войны против своего самого сильного противника − Эдуарда Чёрного Принца, ещё остававшегося с армией за Пиренеями. События неожиданно приняли выгодный для Генриха оборот: Педро Жестокий вопреки договорённости отказался платить Эдуарду за наёмное войско, которое принесло ему победу. Разгневанный Эдуард немедленно вернулся с армией в Аквитанию.
Когда стало ясно, что англичане больше не вмешаются в войну, Генрих возвратился в Арагон, где пополнил ряды своих сторонников и во главе 3 тысяч латников и 6 тысяч пехотинцев выступил в поход на столицу Кастилии Бургос, который открыл ему ворота. Примеру Бургоса последовали и другие города, и вскоре Генрих уже контролировал значительную часть страны. Сопротивление оказал лишь Толедо, под стенами которого Генрих задержался, ожидая Бертрана дю Геклена, незадолго до того выкупленного из английского плена за фантастическую сумму в 100 тысяч ливров и теперь спешившего на помощь Генриху с 2 тысячами воинов.
Педро, находившийся в окрестностях Севильи, оказался в тяжёлой ситуации: после ухода наёмников Эдуарда Чёрного Принца он испытывал нужду в людях и не вполне мог рассчитывать на преданность своих войск. В этих условиях он обратился за помощью к королю Португалии, приходившемуся ему троюродным братом и приславшему большой отряд, а также к правившим Испанией и Северной Африкой мусульманам, с которыми заключил союз и обязался не воевать против них в течение 30 лет. Также, по сообщению Фруассара, на стороне Педро выступила еврейская община. Фруассар оценивает армию Педро (возможно, преувеличенно) в 40 тысяч человек, в том числе 20 тысяч мавров. С этими силами Педро выступил к Толедо.
Когда разведка донесла Генриху о приближении Педро с большой армией, он созвал военный совет, на котором было принято предложение Бертрана дю Геклена: оставив минимально возможные силы в осадном лагере, спешно идти навстречу Педро и навязать ему сражение. Руководить осадой был оставлен брат Генриха Тельо, а сам претендент на трон с основной частью войска выступил в поход, причём «по всей местности были рассеяны шпионы, чтобы принести ему точные сведения о том моменте, когда он должен будет увидеть или услышать дона Педро и его армию, и о том состоянии, в котором тот находится».

## Ход битвы
План, предложенный Бертраном дю Гекленом, сработал как нельзя лучше: разведка у Педро практически отсутствовала, и союзникам удалось в утренние часы застать его армию врасплох: на марше и рассредоточенной. Они энергично атаковали и быстро разгромили его авангард, а затем обрушились на основную часть войска. По приказу дю Геклена в плен никого не брали «по причине огромного числа евреев и неверных в армии дона Педро».
Педро попытался сплотить вокруг себя оставшихся воинов и приказал арьергарду как можно быстрее двигаться к месту битвы. Мавры, составлявшие основную часть его воинства, сражались упорно, однако внезапность нападения и качество войск принесли победу армии Генриха.
Педро покинул поле боя и в сопровождении немногочисленных спутников бежал в близлежащий замок, где был осаждён победителями.
Фруассар сообщает (возможно, преувеличенно) о 14 тысячах убитых и раненных в армии Педро в ходе битвы и 3-часового преследования.

## Последствия
Замок Монтьель был хорошо укреплён, но не был снабжён продовольствием; кроме того, Педро ясно сознавал, что Генрих не пойдёт ни на какое соглашение. Дальнейшие события в источниках изложены по-разному. Согласно версии Фруассара, Педро принял решение бежать из замка под покровом ночи с немногочисленной свитой, но был схвачен. Согласно другой версии, он попытался подкупить Бертрана дю Геклена, который сначала ответил отказом и сообщил обо всём Генриху. Однако затем по настоянию последнего дю Геклен, чтобы выманить Педро из замка, для вида согласился содействовать его побегу, но когда тот прибыл в его лагерь, передал его Генриху.
Педро предстал перед сводным братом. После обмена оскорблениями противники схватились за кинжалы, и в ходе борьбы физически более сильный Педро подмял под себя Генриха. Приближённый Генриха (по версии Фруассара — арагонец виконт де Рокаберти, по другой версии — сам Бертран дю Геклен) пришёл на помощь своему сюзерену, схватив Педро за ноги и тем самым позволив Генриху нанести смертельный удар. Вместе с Педро были убиты английские рыцарь и оруженосец, вставшие на его защиту, но остальным его спутникам была сохранена жизнь. На следующее утро замок Монтьель капитулировал. Узнав о смерти Педро, Генриху сдался и Толедо, а вскоре большая часть страны признала его королём. Король Португалии ещё какое-то время продолжал борьбу, однако после успехов кастильской армии заключил мир с Генрихом. Бертран дю Геклен был сделан коннетаблем и получил владения, приносившие 20 тысяч ливров годового дохода; столь же щедро были вознаграждены его племянник и другие рыцари. Кастилия надолго стала верным союзником Франции в войне с англичанами.